# Växjö Lakers HC
Le Växjö Lakers HC est un club de hockey sur glace de Växjö en Suède. Il évolue en SHL, l'élite suédoise.

## Historique
Le club est créé en 1997. En 2002, il accède à l'Allsvenskan. En 2011, après avoir remporté l'Allsvenskan, il s'impose dans la Kvalserien et accède à l'Elitserien, l'élite suédoise.

## Palmarès
- SHL : 2015, 2018, 2021.
- Allsvenskan : 2011.
- Division 1 suédoise : 2002, 2003.